# Fornåsa kyrka

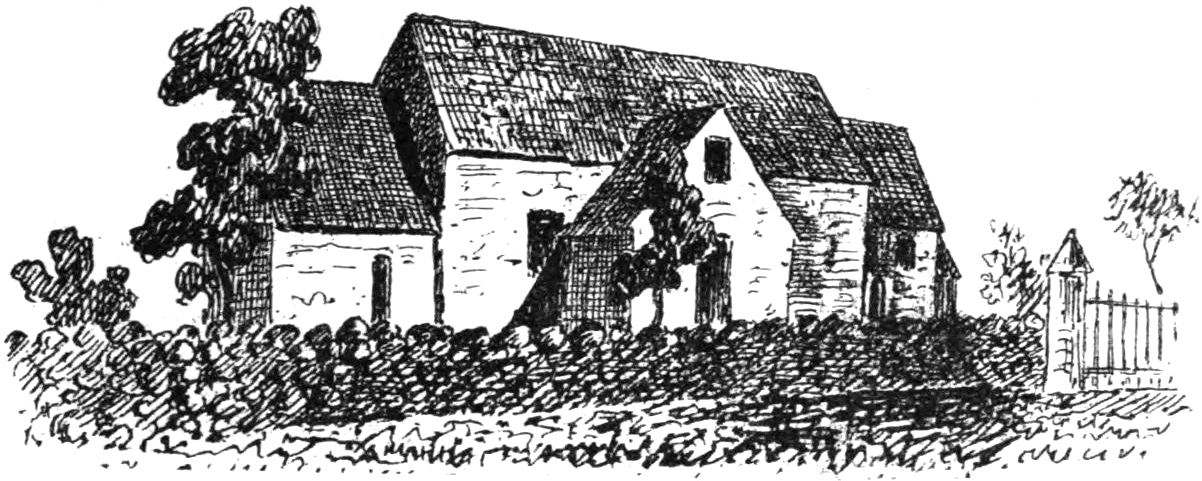
Fornåsa kyrka innan tornet byggdes.

Fornåsa kyrka är en kyrkobyggnad i Fornåsa i Linköpings stift. Den är församlingskyrka i Fornåsa församling.

## Kyrkobyggnaden
Under 1100-talet uppfördes en stenkyrka i romansk stil. Någon gång på 1200-talet eller 1300-talet förlängdes kyrkans långhus. På 1400-talet slogs takvalven. Åren 1900-1901 byggdes kyrktornet som ersatte en klockstapel som stod öster om kyrkan.

## Orgel
- År 1756 byggde Gustaf Lagergren, Östra Husby en orgel med 7 stämmor.
- År 1879 byggde Carl Elfström, Ljungby en orgel med 5 stämmor. Den flyttades senare till Betelkyrkan, Forshaga.
- År 1956 byggde Olof Hammarberg, Göteborg en mekanisk orgel med ny fasad.

| Ryggpositiv I | Huvudverk II  | Pedal         | Koppel |
| Gedakt 8'     | Trägedakt 8’  | Subbas 16’    | I/P    |
| Spetsflöjt 4' | Principal 4’  | Kvintadena 4’ | II/P   |
| Principal 2'  | Blockflöjt 2’ |               | II/I   |
| Nasat 1 1⁄3'  | Mixtur 3 chor |               |        |
| Scharf 2 ch   |               |               |        |
| Regal 8'      |               |               |        |

## Bildgalleri

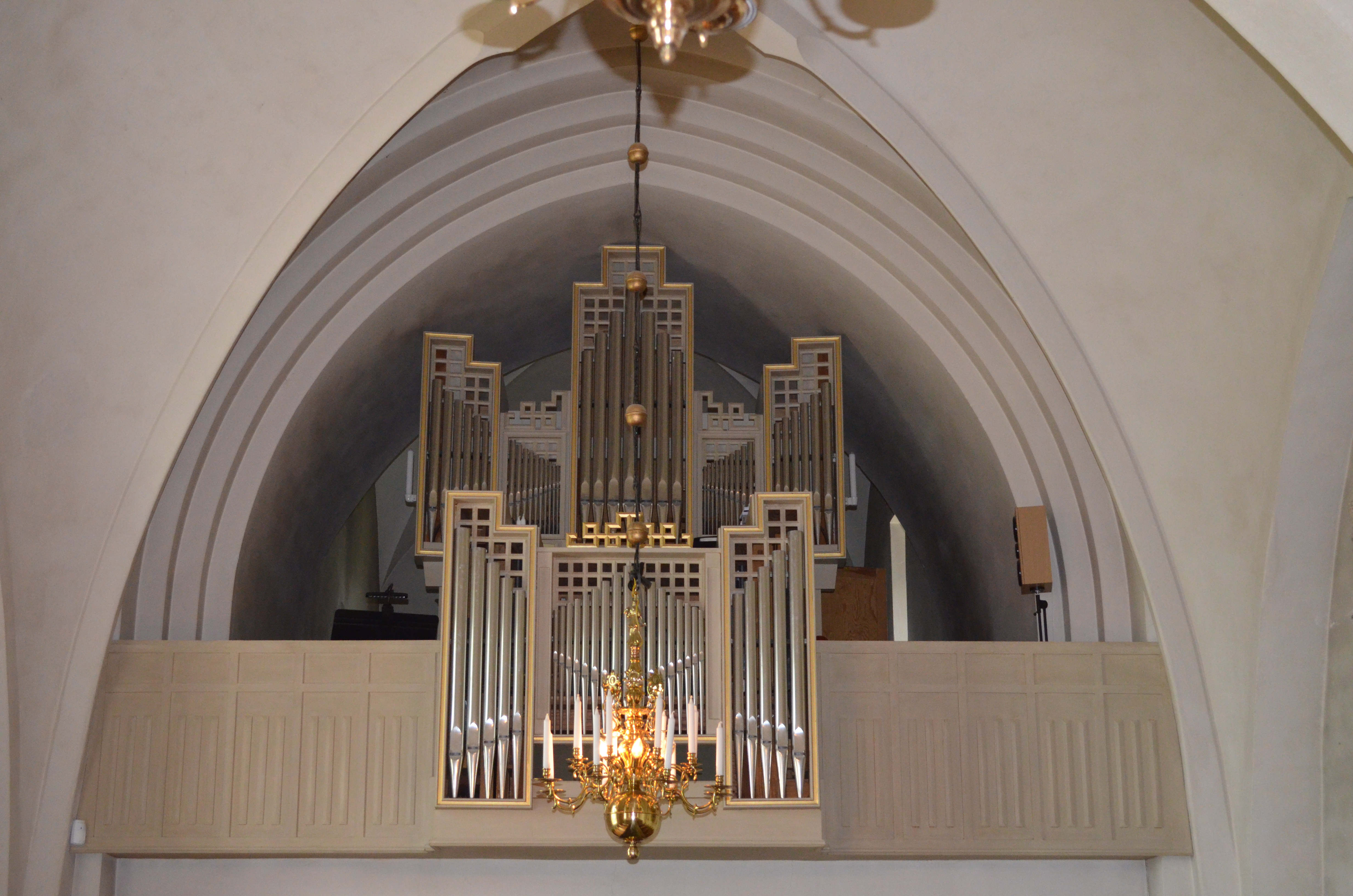
Läktarorgeln
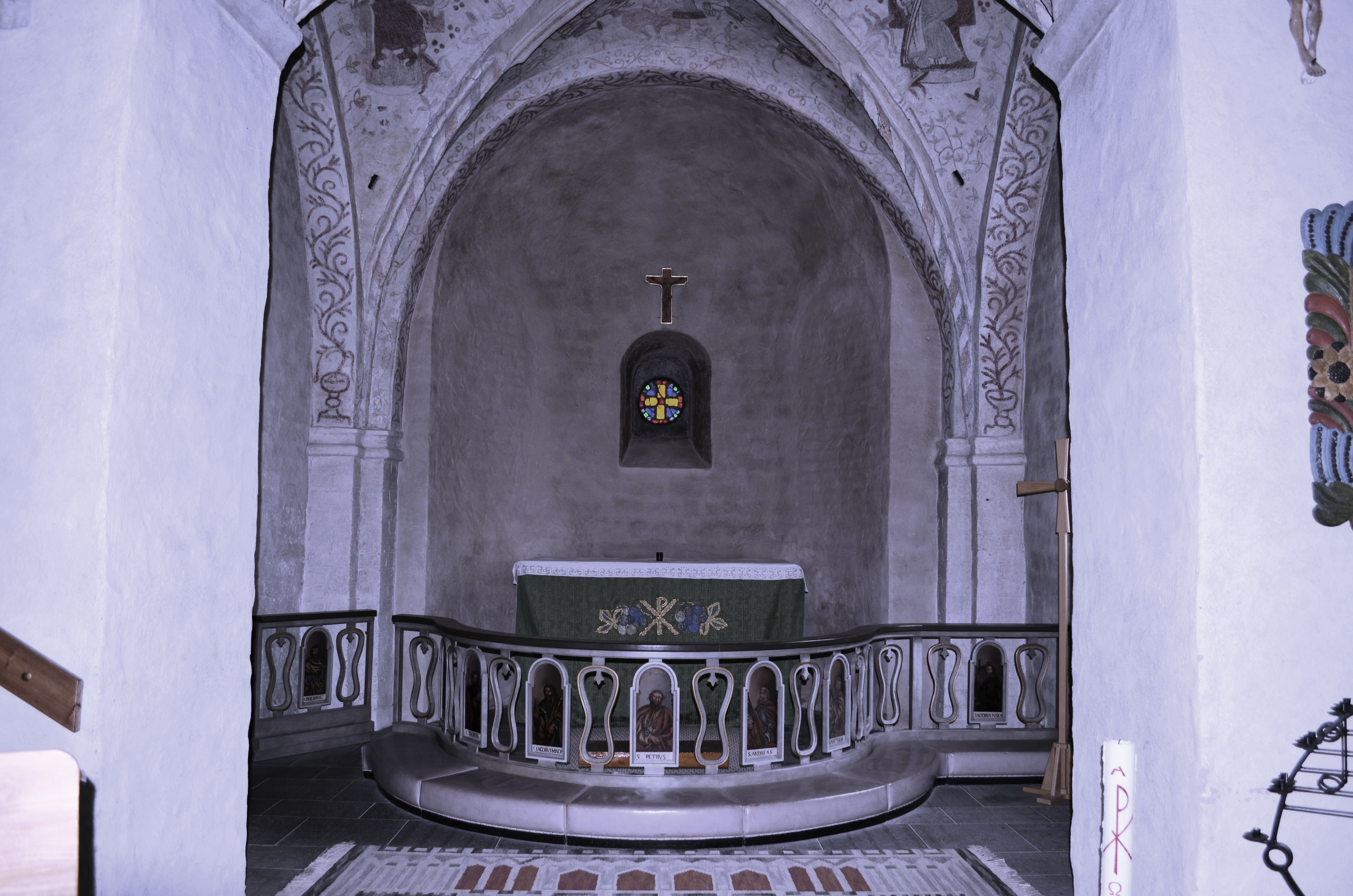
Altaret
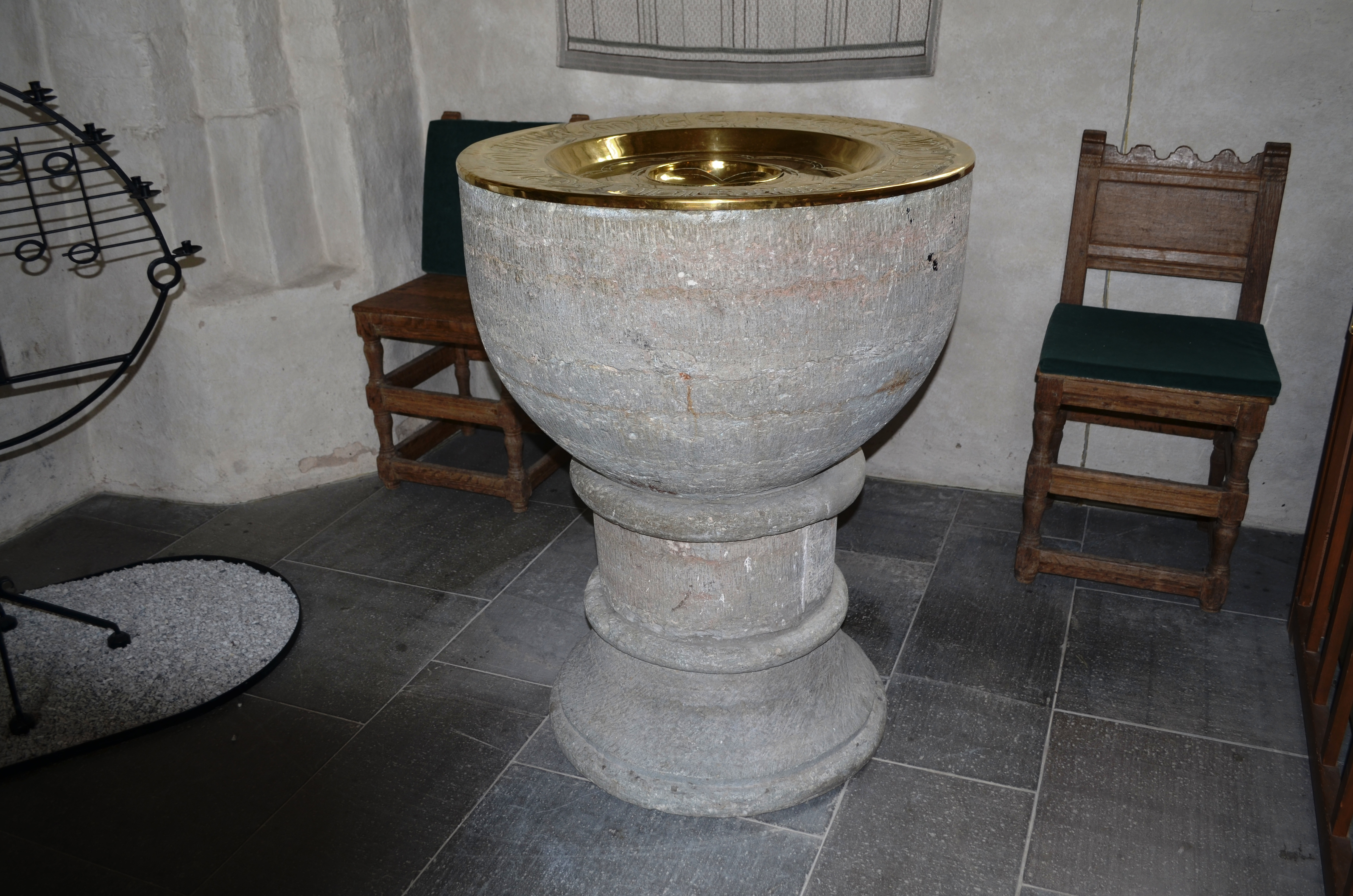
Dopfunten
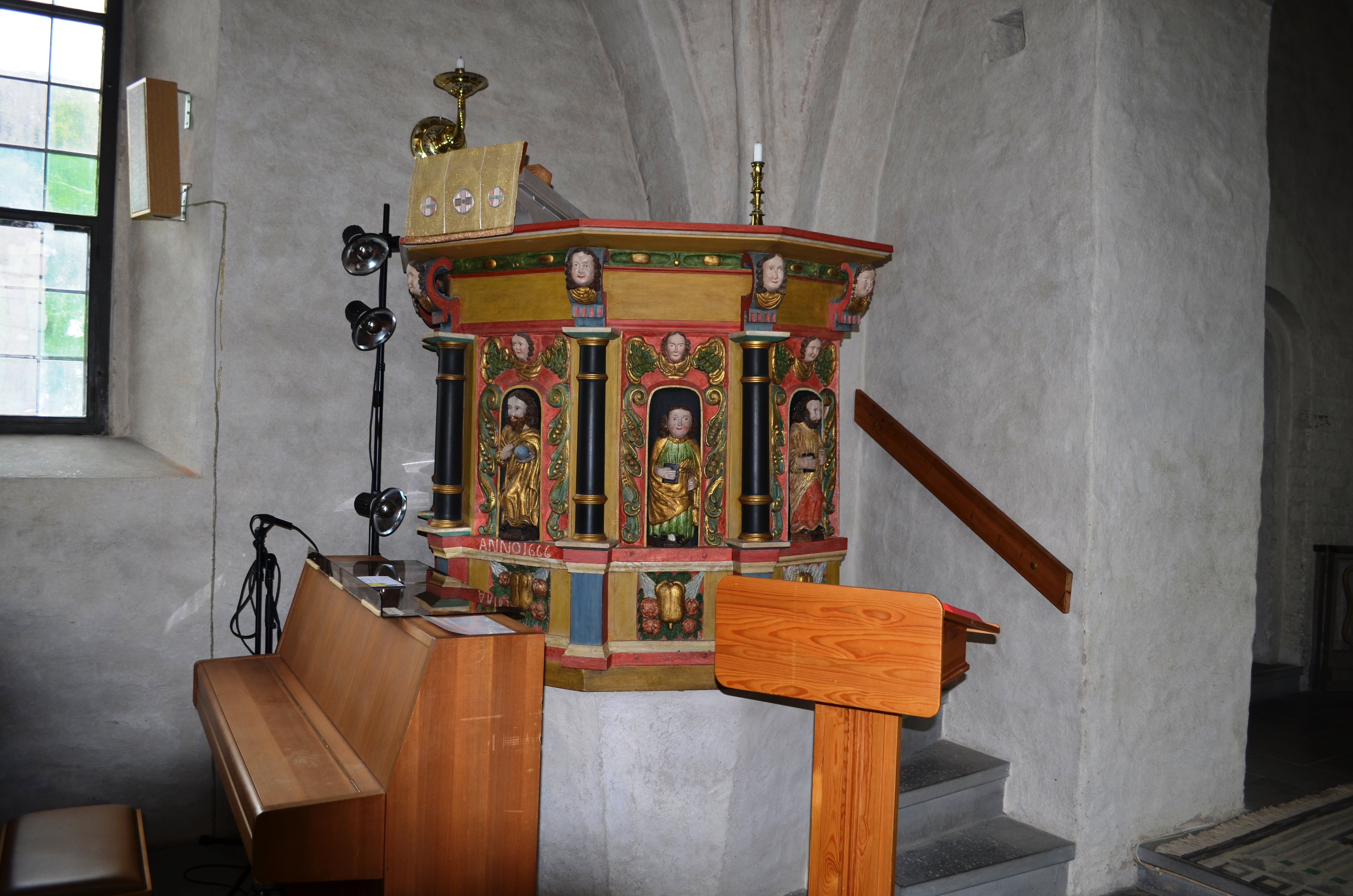
Predikstolen
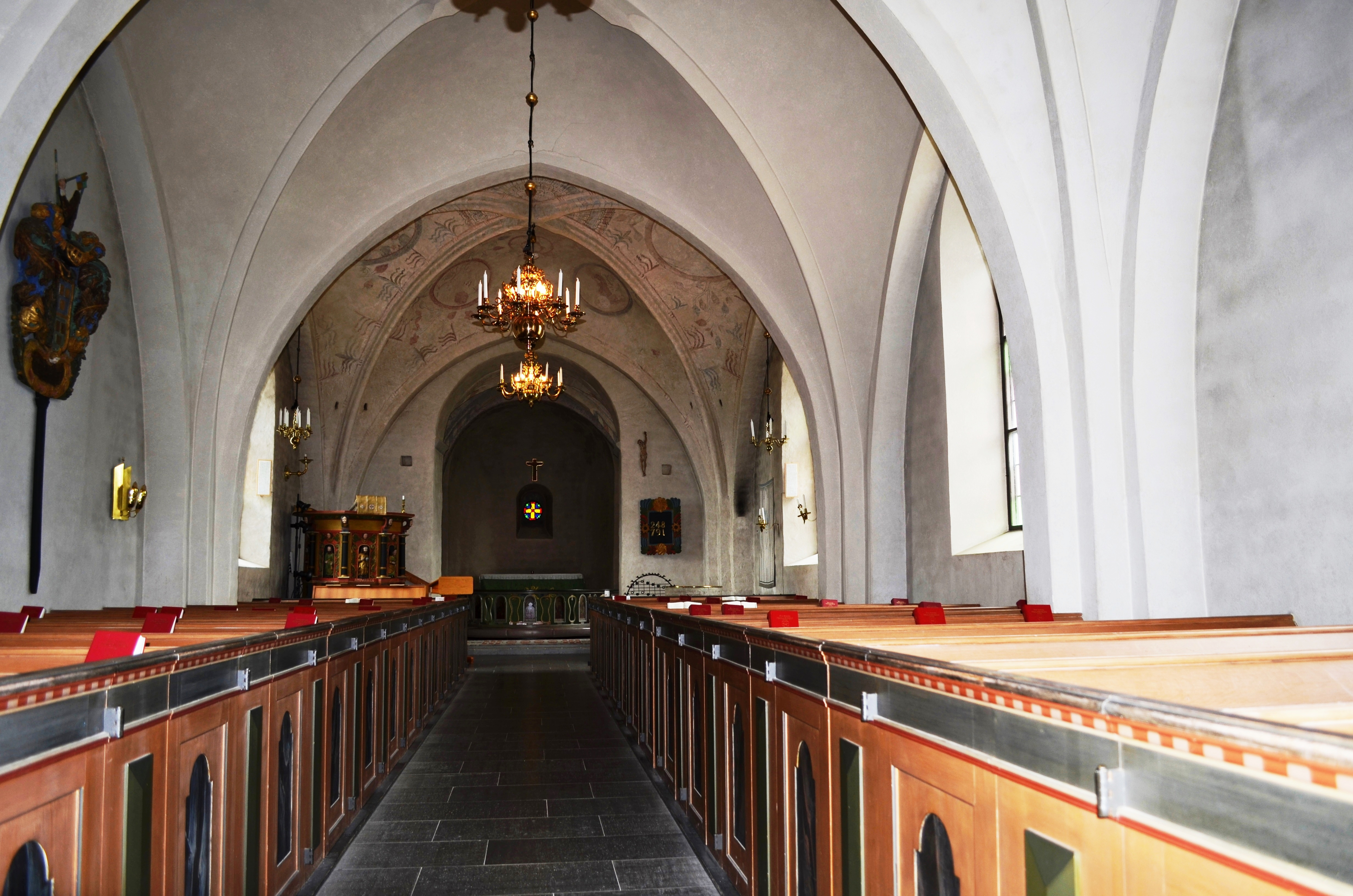
Kyrksalen